# Decree
Decree – kanadyjska grupa industrialna pierwotnie powstała jako projekt Chrisa Petersona, którego skład uzupełniali John McRae w roli wokalisty oraz Jeff Stoddard jako gitarzysta.

## Historia
Historia Decree zaczyna się po rozpadzie zespołu Will, który spowodowało przejście Rhysa Fulbera (jednego z założycieli) do Front Line Assembly, z którym współpracował od dłuższego czasu. Reszta zespołu postanowiła kontynuować pracę jako trio wcześniej zmieniając nazwę. Chris Peterson pierwszy album pod nazwą Decree wydał na krótko przed formalnym wstąpieniem do kanadyjskiej formacji muzycznej Front Line Assembly, gdzie zastąpił Rhysa Fulbera. Był to Wake of Devastation wydany przez Decibele Records w 1997 roku. Album charakteryzował się ciężkim, agresywnym brzmieniem przypominającym dokonania wykonawców pierwszej fali industrialu zrywającym ze „średniowiecznymi” inspiracjami muzycznymi Will. Następnie Chris Peterson skupił się na pracy nad nową płytą Front Line Assembly.
Na kolejny album Decree przyszło czekać siedem lat. Po wypełnieniu zobowiązań wobec Billa Leeba przy Front Line Assembly i Delerium, który w międzyczasie stał się jego głównym projektem odsuwając na drugi plan FLA, Chris Peterson powrócił do swojego dawnego projektu. W 2004 roku wytwórnia Metropolis Records wydała album Moment of Silence. Po odejściu Jeffa Stoddarda gitarę przejął wieloletni fan Dercee, Ross Redhead. Natomiast wokal nagrał Sean Lawson. Nowy album intensyfikował brzmienie poprzez zwiększenie roli gitar w ostatecznym miksie. Kompozycje w pełni oddawały ducha Industrialu niwelując ludzkie odczucia, sprawiając wrażenie obcowania z maszyną, zdehumanizowanym tworem nie posiadającym żadnych uczuć. Materiał zyskał pozytywne opinie a Chris Peterson, prowadząc swoją politykę wydawniczą, na następny album kazał czekać kolejne siedem lat.
Fateless ukazał się 3 maja 2011 roku dzięki wytwórni Artoffact Records. Album rozwijał wcześniej wypracowane brzmienie wykorzystując gitary do wypełnienia materii muzycznej jeszcze większą dawką hałasu i mocy. Tym razem sekcję rytmiczną obsługiwał człowiek. Matt Pease nagrał instrumenty perkusyjne i stał się czwartym członkiem zespołu.

## Dyskografia

### Albumy Studyjne
- Wake of Devastation (1997)
- Moment of Silence (2004)
- Fateless (2011)

### Kompilacje
- Ears to the Ground Vol. 2 (2001) – wyd. Burning Records